# Scheerzeep

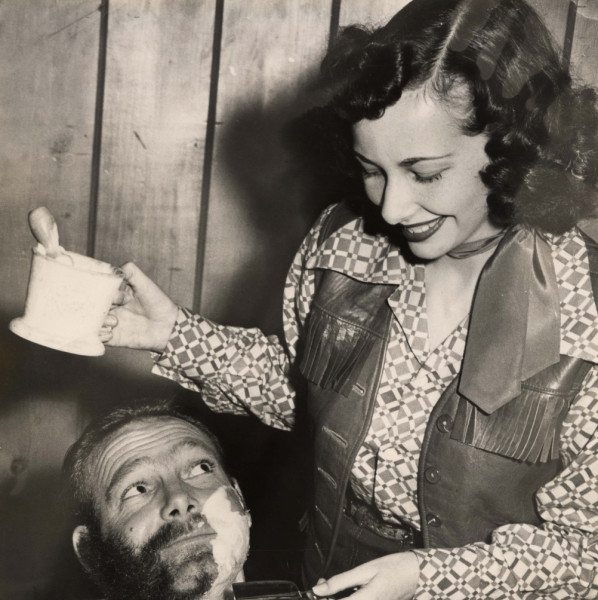
Scheren met zeep

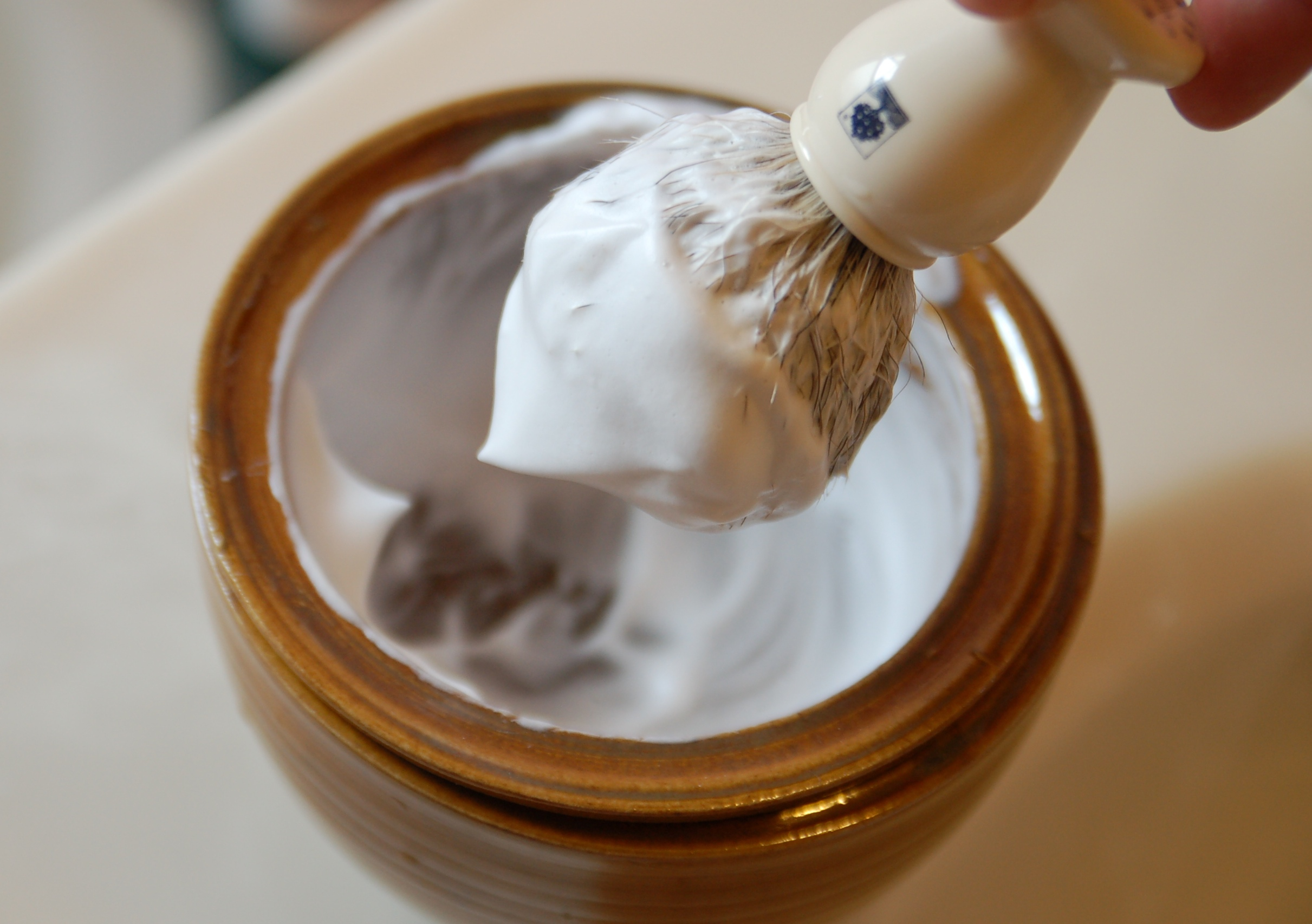
Een kwast met scheerzeep

Scheerzeep is zeep die tijdens het scheren wordt gebruikt om de baardharen vocht op te laten nemen, net als scheerschuim. Om de zeep te laten schuimen, wordt deze met een dikke scheerkwast op het gezicht aangebracht.  Scheerzeep zorgt ervoor dat het scheermes makkelijk over de huid kan glijden. Door het inzepen met de kwast worden  huid en  baardharen gestimuleerd, waardoor de baardharen rechtop gaan staan. 